# Vluchtmisdrijf (België)
In België is er sprake van vluchtmisdrijf wanneer een persoon die een verkeersongeval heeft veroorzaakt, de vlucht neemt om zich te onttrekken aan de dienstige vaststellingen, zelfs wanneer het ongeval niet te wijten is aan zijn schuld.

## Wettekst
Het vluchtmisdrijf wordt geregeld in artikel 33 van de Wegverkeerswet van 16 maart 1968. Paragraaf 1 van dat artikel luidt:
"§ 1. Met gevangenisstraf van vijftien dagen tot zes maanden en met geldboete van 200 euro tot 2.000 euro of met een van die straffen alleen wordt gestraft:
1° elke bestuurder van een voertuig of van een dier die, wetend dat dit voertuig of dit dier oorzaak van, dan wel aanleiding tot een verkeersongeval op een openbare plaats is geweest,
2° hij die wetend dat hij zelf oorzaak van, dan wel aanleiding tot een verkeersongeval op een openbare plaats is geweest,
de vlucht neemt om zich aan de dienstige vaststellingen te onttrekken, zelfs wanneer het ongeval niet aan zijn schuld te wijten is.''

## Voorwaarden van vluchtmisdrijf
Zodat er sprake kan zijn van vluchtmisdrijf, moeten het materieel en moreel bestanddeel allebei aanwezig zijn.

### Materieel bestanddeel

#### Hoedanigheid van de dader
De dader is de persoon die de vlucht neemt met het oogmerk om zich te onttrekken aan de dienstige vaststellingen. Dit kan de bestuurder van een voertuig of een dier zijn, maar ook niet-bestuurders kunnen zich schuldig maken aan vluchtmisdrijf, zoals passagiers of voetgangers.
Op het ogenblik van de vlucht moet de dader weten dat hij de oorzaak was of de aanleiding vormde voor een ongeval. Daarboven moet de dader de vlucht hebben genomen met de specifieke bedoeling om zich te onttrekken aan de dienstige vaststellingen.
Het is niet vereist dat het ongeval de fout is van de vluchter. Zelfs indien men niet in fout is, kan men zich toch schuldig maken aan vluchtmisdrijf. Het is evenmin vereist dat de vluchter weet wat de omvang is van de schade: het volstaat dat de vluchter weet dat hij op een of andere manier betrokken is geweest bij een verkeersongeval.
De persoon die een bromfiets voortduwt, terwijl hij op het zadel blijft zitten, is geen bestuurder, maar een voetganger.
De dader van het vluchtmisdrijf is niet per se de bestuurder van het voertuig op het moment van het ongeval. Een derde kan namelijk met het voertuig wegrijden om zo de dienstige vaststellingen te verhinderen, waarmee deze derde zich schuldig maakt aan vluchtmisdrijf.

##### Verkeersongeval
Een verkeersongeval is een plotse, abnormale gebeurtenis met schadelijke gevolgen die stoffelijk of lichamelijk van aard zijn. Belangrijk is dat een verkeersongeval dat opzettelijk werd veroorzaakt, nooit kan leiden tot vluchtmisdrijf aangezien er in deze gevallen andere strafbaarstellingen bestaan (bijvoorbeeld het misdrijf opzettelijke slagen en verwondingen).
Het begrip "verkeersongeval" veronderstelt de betrekking van een bewegend voertuig of dier op een openbare plaats. Een verkeersongeval moet breed ingevuld worden: het omvat  ook het rijden over een pas aangelegde weg waarbij schade veroorzaakt werd.
Er is geen sprake van een verkeersongeval wanneer een bestuurder een fietser aanrijdt en de fietser nadien verklaart dat het "niets" is. In dit geval is er geen schade gebeurt, vond er geen ongeval plaats en kan dus ook geen vluchtmisdrijf zijn gepleegd.

##### Openbare plaats
Het verkeersongeval moet plaatsgevonden hebben op een openbare plaats.
Het begrip "openbare plaats" is ruimer dan het begrip "openbare weg" en wordt gedefinieerd in artikel 28 Wegverkeerswet. Een openbare is een weg die openstaat voor het publiek in het algemeen, d.w.z. alle publiek. De openbare plaats daarentegen omvat de openbare weg, de terreinen toegankelijk voor het publiek en de niet-openbare terreinen die voor een zeker aantal personen toegankelijk zijn. Een parkeergarage die al dan niet tegen betaling toegankelijk is voor alle weggebruikers zonder onderscheid is een openbare plaats. Privéplaatsen die voor bepaalde categorieën van personen toegankelijk zijn, zoals aangestelden, klanten, leveranciers, bezoekers of passanten, zijn ook openbare plaatsen. Voorbeelden van openbare plaatsen die geen openbare wegen zijn, zijn:
- de binnenplaats van een ziekenhuis waar patiënten, het personeel en de bezoekers toegang tot hebben;
- de parking van een winkel;
- de wegen die een aanhorigheid van het station uitmaken en toegankelijk zijn voor werknemers, reizigers en klanten;
- de binnenplaats van een fabriek die toegankelijk is voor werknemers, klanten en bezoekers.

Een bedrijfsterrein waar iedereen kan oprijden en geen enkele aanduiding erop wijst dat het terrein alleen toegankelijk is voor bepaalde categorieën van personen, is een openbare weg (en dus ook een openbare plaats).

##### De vlucht nemen
De dader van het vluchtmisdrijf moet de vlucht nemen. In principe is dit letterlijk te nemen in die zin dat de dader de plaats van het ongeval moet verlaten.
Het kan evenwel ook om een fictieve vlucht gaan indien de dader wel op de plaats van het ongeval blijft, maar een valse verklaring aflegt door bv. te stellen dat hij niet de bestuurder van het voertuig was.

### Moreel bestanddeel: zich onttrekken aan dienstige vaststellingen
Het moreel bestanddeel houdt in dat de vlucht wordt genomen met de specifieke bedoeling om zich te onttrekken aan de dienstige vaststellingen. De dader moet zich "onttrekken aan de dienstige vaststellingen". Deze onttrekking is een ruim begrip. Het gaat niet enkel om een onttrekking aan strafvervolging, maar om dienstige vaststellingen in de ruimste zin van het woord, m.a.w. alle gegevens die nodig zijn om het ongeval in kaart te kunnen brengen en desgevallend de verantwoordelijkheid te kunnen bepalen. Die slaan zowel op het voertuig (wat is de staat van het voertuig ...) als op de persoon zelf (was de betrokkene geïntoxiceerd enz.). De bedoeling van de dienstige vaststellingen is om te bepalen wie verantwoordelijk is voor het ongeval. Het feit dat de dader, nadat hij de vlucht had genomen, later terugkeert naar de plaats van het ongeval om toe te laten over te gaan naar deze vaststellingen, neemt niet weg dat het vluchtmisdrijf al heeft plaatsgevonden.
Het begrip dienstige vaststellingen omvat ook de vaststellingen van dronkenschap of alcoholintoxicatie, zelfs wanneer de bestuurder zich heeft geïdentificeerd ten aanzien van de andere aanwezigen.
De verplichting om ter plaatse te blijven om dienstige vaststellingen toe te laten, legt de betrokkenen niet de verplichting op om tegen zichzelf te getuigen of een bekentenis af te leggen: het is enkel verboden om te vluchten om zich aan deze dienstige vaststellingen te onttrekken. het feit dat de bestuurder van het voertuig zich als dusdanig kenbaar maakt, houdt geen zelfincriminatie in.

#### Veiligheidsmotief
Men onttrekt zich niet aan de dienstige vaststellingen indien men de plaats van het ongeval verlaat omwille van veiligheidsredenen, bijvoorbeeld bij brand- of ontploffingsgevaar of agressie van andere betrokkenen. In dergelijke situaties kan er geen sprake zijn van vluchtmisdrijf.

#### Medische motieven
Indien men de plaats van het verkeersongeval verlaat omdat er nood is aan medische verzorging, onttrekt men zich evenmin aan de dienstige vaststellingen en kan er geen vluchtmisdrijf zijn.

#### Plaats van de onttrekking
Doorgaans zal men de vlucht nemen op de plaats van het ongeval, maar het is ook mogelijk dat de dader zich onttrekt aan de dienstige vaststellingen op andere plaatsen. Dit is het geval wanneer de dader eerst naar het ziekenhuis is gebracht voor medische zorgen, waarna hij vluchtte uit het ziekenhuis, ondanks het verzoek van de politie om ter plaatse te blijven voor verhoor.

#### "Weten"
De betrokkene moet weten dat hij betrokken was bij een verkeersongeval. Het is niet vereist dat de betrokkene kennis heeft van de veroorzaakte schade; de loutere kennis van het feit dat men betrokken is bij een verkeersongeval volstaat.
In de volgende gevallen kan de dader niet beweren dat hij niet betrokken was bij een verkeersongeval:
- wanneer het ongeval gepaard ging met een zware slag of zware beschadigingen aan het eigen voertuig;[14]
- wanneer door de aanrijding een persoon gedood of gewond werd of wanneer de dader door getuigen achtervolgd werd;[15]
- wanneer hij met het slachtoffer heeft gepraat;[16]
- wanneer hij door een zware intoxicatie niets gehoord of gevoeld heeft.[17]

## Aflopend misdrijf
Het vluchtmisdrijf is een aflopend misdrijf. Dat wil zeggen dat er sprake is van vluchtmisdrijf van zodra het materieel en moreel element tegelijk aanwezig waren op het ogenblik van de vlucht. Vanaf dat moment is het vluchtmisdrijf voltrokken. Indien men na het vluchtmisdrijf gepleegd te hebben, zich zou aangeven bij de politie, kan men nog steeds worden vervolgd voor vluchtmisdrijf. Zelfs indien men de dag na het vluchtmisdrijf gehoord wordt, en onderworpen wordt aan een bloedafname en indien de dienstige vaststellingen zo hebben kunnen plaatsvinden, blijft er sprake van vluchtmisdrijf waarvoor men kan worden vervolgd.

## Poging tot vluchtmisdrijf
De poging tot vluchtmisdrijf is niet strafbaar, ook indien de poging mislukt buiten de wil van de dader, aangezien enkel de poging tot wanbedrijf strafbaar is in de door de wet bepaalde gevallen.

## Medeplichtigheid
Medeplichtigheid aan vluchtmisdrijf is niet strafbaar.

## Straf

### Vluchtmisdrijf met louter stoffelijke schade
Indien het vluchtmisdrijf enkel materiële schade tot gevolg had zonder lichamelijke schade, kan de rechter een gevangenisstraf opleggen van 15 dagen tot 6 maanden en/of een geldboete van 200 tot 2.000 euro (te vermeerderen met opdeciemen).
De rechter kan ook een rijverbod opleggen van 8 dagen tot 5 jaar.

### Vluchtmisdrijf met lichamelijke schade
Indien het verkeersongeval lichamelijke schade heeft veroorzaakt, bedraagt de straf een gevangenisstraf van 15 dagen tot 3 jaar en/of een geldboete van 400 tot 5.000 euro (te vermeerderen met opdeciemen).
De rechter is ook verplicht om een rijverbod op te leggen van 3 maanden tot 5 jaar of levenslang.

### Vluchtmisdrijf na dodelijk ongeval
Indien het verkeersongeval een dodelijk slachtoffer tot gevolg had, bedraagt de straf een gevangenisstraf van 15 dagen tot 4 jaar en/of een geldboete van 400 tot 5.000 euro (te vermeerderen met opdeciemen). De rechter is ook verplicht om een rijverbod op te leggen van 3 maanden tot 5 jaar of levenslang, en de veroordeelde moet het theoretisch en praktisch rijexamen opnieuw afleggen, alsook een psychologisch onderzoek ondergaan dat hem geschikt verklaart om te kunnen rijden.